# Liroy
(Piotr Krzysztof lyroy-Marzec),  12 août 1971 à Busko-Zdrój, en Pologne, est un rappeur vivant à Kielce.

## Discographie
- 1995 - Alboom
- 1996 - Bafangoo! część 1
- 1999 - Dzień Szaka-L'a (Bafangoo, część 2.)
- 2000 - 10
- 2001 - Bestseller
- 2001 - Scyzoryk RMX 2001
- 2006 - L Niño vol. 1
- 2007 - GRANDPAPARAPA (Powrót Króla)